# Mount Dido
Mount Dido ist ein 2070 m hoher und markanter Berg im ostantarktischen Viktorialand. In der Olympus Range ragt er zwischen Mount Electra und Mount Boreas auf.
Teilnehmer einer von 1958 bis 1959 durchgeführten Kampagne im Rahmen der neuseeländischen Victoria University’s Antarctic Expeditions benannten ihn nach Dido, die Gründerin und erste Königin von Karthago aus der griechischen Mythologie.